# Parlamentswahl in Sri Lanka 1994
Die Parlamentswahl in Sri Lanka 1994 fand am 16. August 1994 statt. Sie endete mit einem Sieg der People’s Alliance (PA) unter Führung der Sri Lanka Freedom Party (SLFP). Infolge des PA-Wahlsiegs kam es zum Regierungswechsel und die seit 1977 bestehende Regierungszeit der United National Party (UNP) ging zu Ende.

## Vorgeschichte
Die Legislaturperiode des 1989 gewählten Parlaments von Sri Lanka hätte erst im Februar 1995 geendet. Jedoch verkündete Präsident Dingiri Banda Wijetunga überraschend am 24. Juni 1994 die Auflösung des Parlaments und legte den Termin für die Neuwahl auf den 16. August 1994 fest. Die vorangegangene Legislaturperiode war innenpolitisch sehr unruhig gewesen. In den Jahren 1987–89 hatte es eine Serie von Terroraktionen der radikal-marxistischen Janatha Vimukthi Peramuna (JVP) gegeben, der zahlreiche Politiker zum Opfer gefallen waren. Die Regierung hatte den Aufstand mit Härte erfolgreich unterdrückt, jedoch war es dabei zu vielfachen Menschenrechtsverletzungen gekommen. Im Norden und teilweise auch Osten der Insel war ein permanenter Kleinkrieg mit den tamilischen Separatisten der LTTE im Gange, der auch durch eine vorübergehende Stationierung von indischen Truppen (IPKF, Indian Peacekeeping Force) nicht dauerhaft beendet werden konnte. 1990 zog die IPKF wieder ab, wonach der Bürgerkrieg wieder an Intensität gewann. Am 1. Mai 1993 wurde Präsident Ranasinghe Premadasa (UNP) Opfer eines Selbstmordattentats der LTTE in Colombo. Das Parlament wählte daraufhin mit seiner UNP-Mehrheit den bisherigen Ministerpräsidenten Wijetunga zum Nachfolger im Präsidentenamt.
Die Geschehnisse bei der oppositionellen Sri Lanka Freedom Party (SLFP) waren durch den Aufstieg Chandrika Kumaratungas geprägt. Kumaratunga entstammte einer der dominierenden Politikerdynastien Sri Lankas. Ihre Mutter Sirimavo Bandaranaike war drei Mal Premierministerin Sri Lankas gewesen. Kumaratunga schaffte es, die vielen Unzufriedenheiten mit der UNP-Regierung zu kanalisieren und 1993 eine Parteienallianz, die „Volksallianz“ (People’s Alliance) unter Führung der SLFP zusammenzufügen.

## Wahlkampf
Der offizielle Wahlkampf begann am 11. Juli 1994. Insgesamt 1.449 Kandidaten aus 13 registrierten politischen Parteien und 27 politischen Gruppierungen bewarben sich um die 225 Parlamentssitze. Die beiden Hauptkontrahenten waren die erst im Vorjahr gebildete People’s Alliance (PA) unter Führung der Sri Lanka Freedom Party (SLFP) und die bislang regierenden United National Party (UNP). Sowohl PA als auch UNP stellten Kandidaten in allen Wahlkreisen außer im durch den Bürgerkrieg unsicher gemachten Wahlkreis Jaffna auf. Die bisher regierende UNP bestritt ihren Wahlkampf hauptsächlich mit dem Thema Wirtschaftspolitik. Sie habe den planwirtschaftlichen Dirigismus der SLFP-Regierungen von 1970 bis 1977 durchbrochen und damit dem Land zu längeren Phasen des Wirtschaftswachstums verholfen. Außerdem beanspruchte sie aufgrund ihrer langen Regierungszeit seit 1977 die größere politische Führungskompetenz für sich. Die People’s Alliance betonte wirtschaftspolitisch die Notwendigkeit einer sozialen Wirtschaft und versprach eine Bekämpfung der Inflation und eine Steigerung der Sozialausgaben. Die People’s Alliance verzichtete weitgehend auf die bei früheren Wahlen benutzte antikapitalistische und anti-westliche Rhetorik.
Die Wahlkampagne der People’s Alliance fokussierte sich auf das Thema der Bürgerrechte und deren Bewahrung. Sie kritisierte das rücksichtslose Vorgehen der Sicherheitskräfte während des JVP-Aufstandes 1987–89 mit den dabei stattgefundenen außergesetzlichen Tötungen. Sie kritisierte die große Machtkonzentration in den Händen des Präsidenten, die seit der Einführung des Präsidialsystems 1978 stattgefunden habe, und versprach eine Rückkehr zum früheren parlamentarische „Westminster-System“. Die PA kritisierte außerdem die vermeintliche Korruption und die Bürokratie der UNP-Regierungen.
Die drei Tamilenparteien des Nordens und Ostens, EROS, PLOTE und TELO schlossen eine Wahlallianz. In den Distrikten (Wahlkreisen) Ampara, Batticaloa, Colombo und Trincomalee kandidierten nur Kandidaten der TELO, im Wahlkreis Vanni nur Kandidaten der DPLF (dem politischen Arm der PLOTE) und im Wahlkreis Jaffna nur Unabhängige.
Der Wahlkampf war, wie auch schon die vorangegangenen Wahlen seit den 1980er Jahren durch außerordentliche gewalttätige Auseinandersetzungen gekennzeichnet. Die Polizei registrierte 1.600 solche Vorkommnisse, bei denen 21 Personen ums Leben kamen.

## Wahlmodus
Die Wahl erfolgte nach dem Modus, wie er seit 1989 in Sri Lanka gültig ist. Von den 225 Parlamentsabgeordneten wurden 196 in insgesamt 22 Mehrpersonen-Wahlkreisen gewählt. In jedem Wahlkreis galt eine separate 5 %-Sperrklausel. Die Wähler hatten dabei die Möglichkeit, die Kandidaten auf den Parteilisten nach erster, zweiter und dritter Präferenz zu ordnen. Weitere 29 Parlamentssitze wurden nach Verhältniswahlrecht aufgrund des relativen landesweiten Stimmenanteils der Parteien bestimmt.

## Ergebnisse
Von 10.945.065 registrierten Wählern beteiligten sich 8.344.095 (76,24 %). 400.389 Stimmen (4,80 %) wurden als ungültig gewertet.
Im Folgenden sind die landesweiten Ergebnisse sowie die Ergebnisse in den 22 Wahlkreisen mit den jeweils gewonnenen Parlamentssitzen aufgelistet.

### Landesweites Ergebnis
| Partei/Wahlbündnis                                            | Partei/Wahlbündnis                                            | Kürzel                                                        | Stimmen             | %     | Sitze      | Sitze      | Sitze  |
| Partei/Wahlbündnis                                            | Partei/Wahlbündnis                                            | Kürzel                                                        | Stimmen             | %     | landesweit | Wahlkreise | gesamt |
| ------------------------------------------------------------- | ------------------------------------------------------------- | ------------------------------------------------------------- | ------------------- | ----- | ---------- | ---------- | ------ |
|                                                               | People’s Alliance                                             | PA                                                            | 3.887.823           | 48,94 | 14         | 91         | 105    |
|                                                               | United National Party                                         | UNP                                                           | 3.498.370           | 44,04 | 13         | 81         | 94     |
|                                                               | Sri Lanka Muslim Congress                                     | SLMC                                                          | 143.307             | 1,80  | 1          | 6          | 7      |
|                                                               | Tamil United Liberation Front                                 | TULF                                                          | 132.461             | 1,67  | 1          | 4          | 5      |
|                                                               | Sri Lanka Progressive Front                                   | SLPF                                                          | 90.078              | 1,13  | 0          | 1          | 1      |
|                                                               | Mahajana Eksath Peramuna                                      | MEP                                                           | 68.538              | 0,86  | 0          | 0          | 0      |
|                                                               | Democratic People’s Liberation Front                          | DPLF                                                          | 38.028              | 0,48  | 0          | 3          | 3      |
|                                                               | Up-Country People’s Front                                     | UCPF                                                          | 27.374              | 0,34  | 0          | 1          | 1      |
|                                                               | Eelam People’s Democratic Party                               | EPDP                                                          | 10.744              | 0,14  | 0          | 9          | 9      |
| Alle übrigen zusammen                                         | Alle übrigen zusammen                                         |                                                               | 46.983              | 0,59  | 0          | 0          | 0      |
| Summe                                                         | Summe                                                         | Summe                                                         | 7.943.706           | 100,0 | 29         | 196        | 225    |
| Ungültige oder leere Stimmzettel (in Prozent der abgegebenen) | Ungültige oder leere Stimmzettel (in Prozent der abgegebenen) | Ungültige oder leere Stimmzettel (in Prozent der abgegebenen) | 400.389 (4,80 %)    |       |            |            |        |
| Abgegebene Stimmen gesamt (Wahlbeteiligung)                   | Abgegebene Stimmen gesamt (Wahlbeteiligung)                   | Abgegebene Stimmen gesamt (Wahlbeteiligung)                   | 8.344.095 (76,24 %) |       |            |            |        |
| Registrierte Wahlberechtigte                                  | Registrierte Wahlberechtigte                                  | Registrierte Wahlberechtigte                                  | 10.945.065          |       |            |            |        |

### Ergebnisse nach Wahlkreisen
Die Wahlbeteiligung in den einzelnen Wahlkreise war äußerst unterschiedlich. Während sie in den südlichen und zentralen singhalesisch dominierten Wahlkreisen durchgehend hoch war, lag sie in den beiden tamilisch dominierten nördlichen Wahlkreisen Jaffna und Vanni bei nur 2 bzw. 25 %. Der Wahlkreis Jaffna nahm de facto damit praktisch nicht an der Wahl teil. Die LTTE, unter deren Kontrolle sich der Wahlkreis Jaffna befand, hatte eine Kooperation mit der Regierung zur Abhaltung geordneter Wahlen abgelehnt.
In diesem Wahlkreis konnte nur im Bezirk Katys eine größere Zahl von Wählern (21,7 %) ihre Stimme abgeben, im Ort Jaffna lag die Wahlbeteiligung bei 4 % und in den übrigen Stimmbezirken des Wahlkreises bei unter 0,3 % (siehe nebenstehende Karte). Im Wahlkreis Vanni lag die Wahlbeteiligung im Bezirk Vavuniya bei nur 4,5 %, in den anderen beiden Bezirken des Wahlkreises bei ca. 33 %.
| Wahlkreis    | Gültige Stimmen | Sitze | PA    | PA    | UNP   | UNP   | SLPF | SLPF  | TULF  | TULF  | SLMC  | SLMC  | Andere | Andere | Wahlbe- teiligung |
| Wahlkreis    | Gültige Stimmen | Sitze | %     | Sitze | %     | Sitze | %    | Sitze | %     | Sitze | %     | Sitze | %      | Sitze  | Wahlbe- teiligung |
| ------------ | --------------- | ----- | ----- | ----- | ----- | ----- | ---- | ----- | ----- | ----- | ----- | ----- | ------ | ------ | ----------------- |
| Colombo      | 921.933         | 20    | 50,94 | 11    | 41,77 | 9     | 1,24 | 0     | –     | 0     | –     | 0     | 6,05   | 0      | 77,56             |
| Gampaha      | 896.288         | 18    | 56,79 | 11    | 41,91 | 7     | 1,30 | 0     | –     | 0     | –     | 0     | 0,00   | 0      | 81,51             |
| Kalutara     | 505.360         | 10    | 53,77 | 6     | 43,75 | 4     | 1,23 | 0     | –     | 0     | –     | 0     | 1,24   | 0      | 82,14             |
| Mahanuwara   | 576.552         | 12    | 46,43 | 5     | 52,35 | 7     | 0,53 | 0     | –     | 0     | –     | 0     | 0,69   | 0      | 83,67             |
| Matale       | 205.962         | 5     | 49,85 | 3     | 48,61 | 2     | 0,70 | 0     | –     | 0     | –     | 0     | 0,84   | 0      | 84,32             |
| Nuwara Eliya | 301.918         | 8     | 32,35 | 2     | 58,12 | 5     | 0,31 | 0     | –     | 0     | –     | 0     | 9,23   | 1      | 83,67             |
| Galle        | 492.914         | 10    | 56,39 | 6     | 41,24 | 4     | 1,47 | 0     | –     | 0     | –     | 0     | 0,90   | 0      | 81,22             |
| Matara       | 379.467         | 8     | 59,90 | 5     | 37,43 | 3     | 2,30 | 0     | –     | 0     | –     | 0     | 0,37   | 0      | 78,78             |
| Hambantota   | 246.679         | 7     | 53,51 | 4     | 38,67 | 2     | 6,21 | 1     | –     | 0     | –     | 0     | 1,61   | 0      | 79,60             |
| Jaffna       | 13.479          | 10    | –     | 0     | –     | 0     | –    | 0     | –     | 0     | 15,56 | 1     | 84,44  | 9      | 2,32              |
| Vanni        | 42.271          | 6     | 13,21 | 1     | 18,57 | 1     | –    | 0     | 7,19  | 0     | 19,26 | 1     | 41,77  | 3      | 25,34             |
| Batticaloa   | 174.088         | 5     | 11,07 | 0     | 13,35 | 1     | –    | 0     | 43,95 | 3     | 17,85 | 1     | 13,77  | 0      | 72,40             |
| Digamadulla  | 240.766         | 6     | 22,49 | 1     | 32,72 | 3     | 0,28 | 0     | 10,19 | 0     | 31,19 | 2     | 3,14   | 0      | 81,25             |
| Trincomalee  | 119.942         | 4     | 19,91 | 0     | 29,17 | 2     | 0,49 | 0     | 23,66 | 1     | 22,43 | 1     | 4,33   | 0      | 68,78             |
| Kurunegala   | 707.279         | 15    | 51,87 | 8     | 47,02 | 7     | 0,71 | 0     | –     | 0     | –     | 0     | 0,41   | 0      | 84,12             |
| Puttalam     | 280.729         | 7     | 53,65 | 4     | 45,48 | 3     | 0,58 | 0     | –     | 0     | –     | 0     | 0,30   | 0      | 77,30             |
| Anuradhapura | 326.984         | 8     | 55,19 | 5     | 43,45 | 3     | 0,94 | 0     | –     | 0     | –     | 0     | 0,42   | 0      | 83,95             |
| Polonnauwa   | 161.078         | 5     | 51,18 | 3     | 47,62 | 2     | 1,20 | 0     | –     | 0     | –     | 0     | 0,00   | 0      | 83,68             |
| Badulla      | 337.059         | 8     | 43,48 | 3     | 54,04 | 5     | 1,05 | 0     | –     | 0     | –     | 0     | 1,43   | 0      | 84,00             |
| Moneragala   | 154.663         | 5     | 50,40 | 3     | 43,81 | 2     | 1,23 | 0     | –     | 0     | –     | 0     | 4,56   | 0      | 85,75             |
| Ratnapura    | 460.285         | 10    | 50,77 | 6     | 47,96 | 4     | 0,51 | 0     | –     | 0     | –     | 0     | 0,76   | 0      | 87,25             |
| Kegalle      | 397.990         | 9     | 47,91 | 4     | 51,24 | 5     | 0,84 | 0     | –     | 0     | –     | 0     | 0,00   | 0      | 82,85             |
| Gesamt       | 7.943.686       | 196   | 48,94 | 91    | 44,04 | 81    | 1,13 | 1     | 1,67  | 4     | 1,80  | 6     | 2,41   | 13     | 76,24             |

1. 1 2  Davon 9,07 % und 1 Mandat für die UCPF.
2. 1 2  Die Kandidaten der EPDP traten im Wahlkreis Jaffna als Unabhängige an, gewannen 79,71 % der Stimmen und 9 Mandate.
3. 1 2  Davon 27,36 % und 3 Mandate für die DPLF, sowie 8,20 % für die Eelam People’s Revolutionary Liberation Front (EPRLF).

### Wahlkarten

Mehrheiten nach Wahlkreisen und Stimmbezirken
Stimmenstärkste Parteien in den 22 Wahlkreisen:[1] People’s Alliance (PA) United National FParty (UNP) Tamil United Liberation Front (TULF) DPLF EPDP, Wahlbeteiligung ungefähr 2 %
Stimmenstärkste Parteien in den 160 Stimmbezirken:

- Stimmenstärkste Parteien in den 160 Stimmbezirken:[1]
People’s Alliance (PA)
United National Party (UNP)
Tamil United Liberation Front (TULF)
Sri Lanka Muslim Congress (SLMC)
SLMC, Wahlbeteiligung 4–5 % (Bezirk 88-Jaffna, 91-Vavuniya)
EPDP (Bezirk 79-Kayts), bzw.  DPLF (Bezirk 92-Mannar)
Wahlbeteiligung 0 bis 1,1 %

## Beurteilung und Folgen der Wahl
Im Ergebnis zeigte sich ein eindeutiger Wahlsieg der oppositionellen People’s Alliance unter Führung der SLFP. Infolge der geänderten Mehrheitsverhältnisse kam es zum Regierungswechsel. Am 19. August wurde die SLFP-Parteiführerin Chandrika Kumaratunga zur Premierministerin ernannt und bildete ein Kabinett aus Vertretern der People’s Alliance und der Koalitionspartner (u. a. des Sri Lanka Muslim Congress). Die neue Regierung konnte sich auch auf die zumindest punktuelle parlamentarische Unterstützung durch die beiden tamilischen Parteien TULF und UCPF stützen.
Nach Ansicht von Wahlbeobachtern war die Wahl bis auf die beeinträchtigte Wahl in den Wahlkreisen Jaffna und Vanni für sri-lankische Verhältnisse relativ fair und frei abgelaufen. Mehrere Tausend lokaler Wahlbeobachter und einige Dutzend internationaler Wahlbeobachter hatten die Wahlen beobachtet. Hauptkritikpunkte waren die gewalttätigen Auseinandersetzungen vor der Wahl und die Benutzung der staatlichen Medien durch die Regierung für eigene Wahlpropaganda. Insbesondere der letztgenannte Effekt wurde aber zumindest teilweise durch die mittlerweile stärker gewordenen privaten Medien kompensiert.
Wenige Monate später erlitt die UNP auch bei der Präsidentschaftswahl eine Niederlage und Chandrika Kumaratunga wechselte vom Amt der Premierministerin in das Amt des Staatspräsidenten.